# 전주지방법원 정읍지원

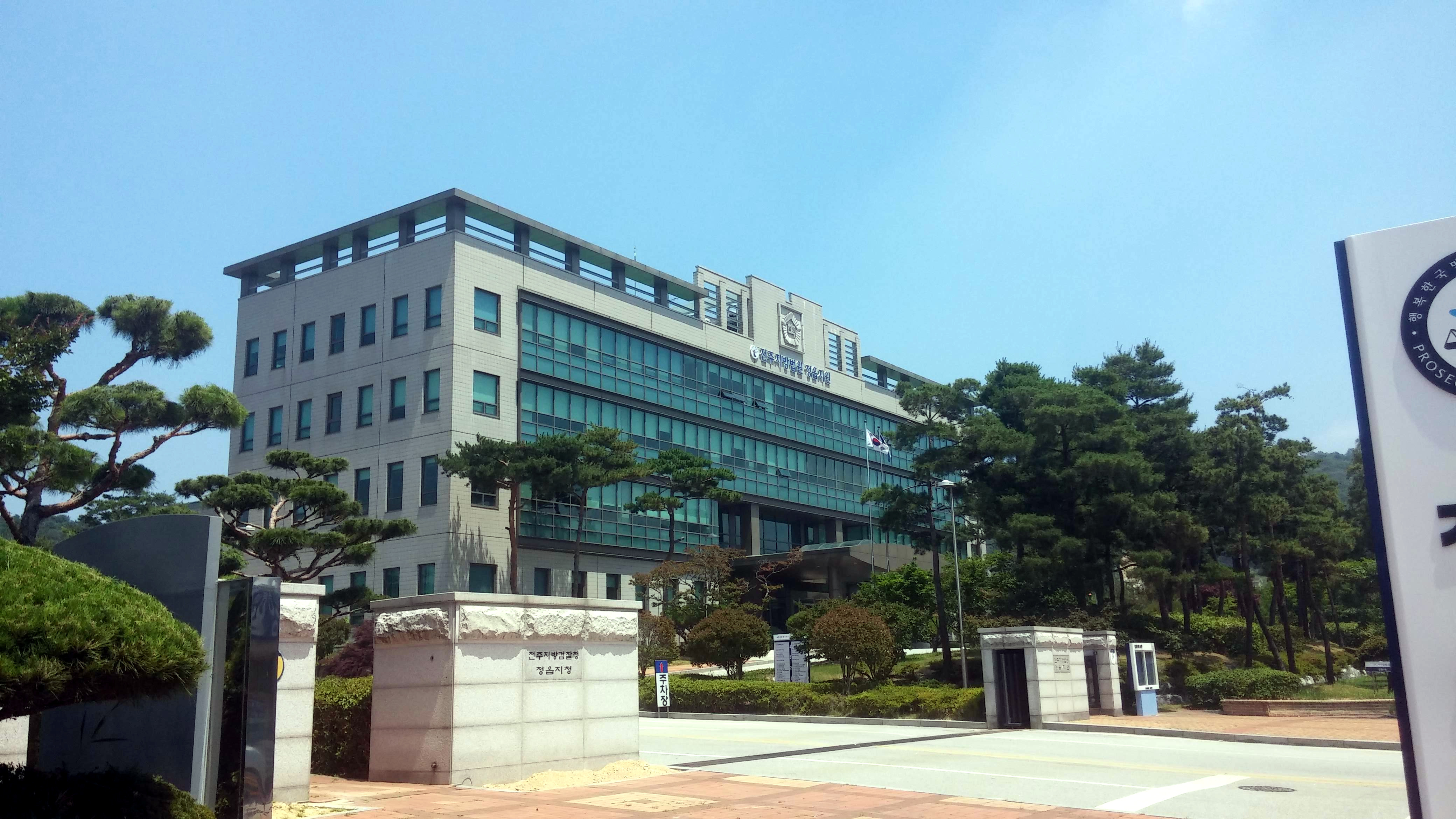
전주지방법원 정읍지원

전주지방법원 정읍지원은 전주지방법원에서 관할하는 사건 중에서 정읍시 부안군 고창군을 관할하는 사건을 관할하는 법원이다.

## 관할 구역
- 재판관할구역: 정읍시, 부안군, 고창군
- 등기관할구역: 정읍시
- 즉결관할구역: 정읍경찰서

## 지원장
| 순번 | 이름   | 임기                              |
| ---- | ------ | --------------------------------- |
| 1대  | 김만오 | 1998년 3월 1일 ~ 1999년 8월 31일  |
| 2대  | 정창남 | 1999년 9월 1일 ~ 2002년 2월 17일  |
| 3대  | 박상훈 | 2002년 2월 18일 ~ 2004년 2월 17일 |
| 4대  | 이재강 | 2004년 2월 18일 ~ 2006년 2월 19일 |
| 5대  | 김용일 | 2006년 2월 20일 ~ 2008년 2월 20일 |
| 6대  | 송희호 | 2008년 2월 21일 ~ 2010년 2월 21일 |
| 7대  | 권혁중 | 2010년 2월 22일 ~ 2012년 2월 26일 |
| 8대  | 김상곤 | 2012년 2월 27일 ~ 2014년 2월 23일 |
| 9대  | 박현   | 2014년 2월 24일 ~ 2016년 2월 21일 |
| 10대 | 진광철 | 2016년 2월 22일 ~ 2018년 2월 25일 |
| 11대 | 박재철 | 2018년 2월 26일 ~ 2020년 2월 23일 |
| 12대 | 박근정 | 2020년 2월 24일 ~ 2022년 2월 20일 |
| 13대 | 이영호 | 2022년 2월 21일 ~                 |

## 조직
- 사무과
  - 사무과장
  - 서무, 인사
  - 재무, 지출
  - 국유재산, 연금, 건강보험, 기계
  - 후견등기관
  - 가족관계등록
  - 가사비송, 가사2단독
  - 협의이혼
  - 후견등기접수 및 등본
- 종합민원실
  - 민사 ,가사접수
  - 지급명령
  - 공탁, 보관금
  - 신청접수
  - 민사, 가사 제증명, 재산명시
  - 신청해제
  - 형사 접수, 적부심, 영장
  - 약식, 독촉 접수
- 경매계
  - 경매접수
  - 기타집행
  - 경매1~4계
- 민,형사계
  - 민사, 형사, 가사 합의부, 민사2단독, 가사3단독
  - 민사1단독
  - 민사3,4단독, 가사1단독
  - 형사1단독
- 등기계
  - 등기1~2계
  - 등기접수
  - 등,초본 및 인감
  - 신청서 보존
- 집행관사무소
  - 집행관실